# Ouvrage de Sœtrich
L'ouvrage de Sœtrich, est un ouvrage fortifié de la ligne Maginot, situé sur la commune de Hettange-Grande, près du village de Sœtrich, dans le département de la Moselle.
C'est un gros ouvrage d'artillerie, comptant huit blocs. Construit à partir de 1930, il a été épargné par les combats de juin 1940.

## Position sur la ligne
Faisant partie du sous-secteur d'Ettange dans le secteur fortifié de Thionville, l'ouvrage de Soetrich, portant l'indicatif A 11, est intégré à la « ligne principale de résistance » entre des blockhaus RFM à l'ouest et la casemate CORF d'intervalle de Boust (C 44) à l'est, à portée de tir des canons des gros ouvrages de Rochonvillers (A 8), de Molvange (A 9) et du Kobenbusch (A 13).
Il se trouve à l'extrémité occidentale de la forêt de Cattenom.

## Description
L'ouvrage est composé en surface de six blocs de combat et de deux blocs d'entrée, avec en souterrain une caserne, une cuisine, des latrines, un poste de secours, des PC, des stocks d'eau, de gazole et de nourriture, des installations de ventilation et de filtrage de l'air, des magasins à munitions (un M 1 et plusieurs M 2) et une usine électrique, le tout relié par des galeries profondément enterrées. Ces galeries sont construites au minimum à 30 mètres de profondeur pour les protéger des bombardements. L'énergie est fournie par quatre groupes électrogènes, composés chacun d'un moteur Diesel SGCM GVU 42 (fournissant 150 chevaux à 375 tr/min) couplé à un alternateur, complétés par un petit groupe auxiliaire (un moteur CLM 1 PJ 65, de 8 ch à 1 000 tr/min) servant à l'éclairage d'urgence de l'usine et au démarrage pneumatique des gros moteurs Diesel. Le refroidissement des moteurs se fait par circulation d'eau.
- Bloc 1 : bloc d'infanterie avec une tourelle de mitrailleuses, une cloche JM (jumelage de mitrailleuses) et une cloche GFM (guetteur fusil mitrailleur).
- Bloc 2 : bloc d'infanterie avec une tourelle de mitrailleuses, une cloche VDP (vue directe et périscopique) et une cloche GFM.
- Bloc 3 : casemate mixte d'infanterie et d'artillerie flanquant vers l'est avec un créneau mixte pour JM/AC 47 (jumelage de mitrailleuses et canon antichar de 47 mm), un autre créneau pour JM, deux créneaux pour mortier de 81 mm et deux cloches GFM.
- Bloc 4 : bloc d'artillerie avec une tourelle de 135 mm et une cloche GFM.
- Bloc 5 : bloc d'artillerie avec une tourelle de 75 mm R modèle 1932 et une cloche GFM.
- Bloc 6 : bloc d'artillerie avec une tourelle de 75 mm R modèle 1932, une cloche GFM et une cloche LG (lance-grenades).
- Entrée des munitions : en puits, armé avec un créneau mixte pour JM/AC 47 et deux cloches GFM.
- Entrée des hommes : en puits, armé avec un créneau mixte JM/AC 47 et une cloche GFM[5].

## Équipage
L'équipage de l'ouvrage, sous les ordres du commandant Henger comprenait 605 hommes (dont 20 officiers) appartenant aux 168e RIF et 151e RAP.

## Historique
L'ouvrage de Soetrich n'est plus utilisé par l'armée qui a fait recouvrir les deux entrées par un amas de terre pour mettre fin aux visites clandestines des dessous de l'ouvrage.